# Бали Комбетар
Бали Комбетар (алб. Balli Kombëtar — Народни фронт) била је албанска националистичка, фашистичка и антикомунистичка паравојна и политичка организација основана 1942. године. Ова организација мобилисала је своје чланове на територији Албаније, Црне Горе, Србије, Северне Македоније и Грчке. Њени чланови су се називали балисти.
Политички програм ове организације састојао се у заузимању територија на Балканском полуострву и стварање Велике Албаније од територија Србије, Црне Горе, Македоније и Грчке. Иако су декларативно ове снаге биле антифашистичке тесно су сарађивале са Силама Осовине у току окупације Југославије и то посебно у акцијама на Косову и Метохији, Македонији и Грчкој.
Када је објављена капитулација Италије 8. септембра 1943. године, Бали Комбетар је направио споразум са Немцима и објавио да је Албанија обједињена и независна, оправдавајући да је немачко привремено присуство потребно због борбе против англоамеричко-совјетске коалиције. Овим споразумом балисти су се ставили у службу немачких окупационих снага и прихватили њихове официре као надређене или као инструкторе. У овом смислу, поједини албански историчари, балисте посматрају као квислиншку националистичку власт која је остварила контролу над етничким албанским просторима.
Године 1943. Комунистичка партија Албаније објавила је рат балистима што је довело до грађанског рата у Албанији. Крајем Другог светског рата, након победе комуниста у Албанији и Југославији, балисти су били хапшени, затварани и убијани.

## Организација
Бали Комбетар је дефинитивно устројио своју организацију априла 1943. године. У Тирани је било седиште Централног комитета, у свим окружним седиштима постојали су окружни комитети, а у селима сеоски одбори. Окружни комитети у великим градовима били су подељени на рејонске комитете (поткомитети) који су имали своје групе 10-15 људи који су се бавили мобилизацијом људства. При рејонским комитетима организоване су омладинске групе, наоружаване и обучаване за дејства у ратним условима.

## Косовска побуна
На Косову и Метохији, крајем 1944. и почетком 1945. године, избила је побуна балиста ширих размера. Том приликом одметници су покушали да заузму тек ослобођене градове. Космет је, како је рекао Благоје Нешковић, 8. маја 1945. године, у свом реферату на оснивачком конгресу Комунистичке партије Србије, имао још 1.200 одметника, и четника и балиста, и око хиљаду дезертера. Како су се они кретали у већим групама, у обрачуну са њима коришћене су, углавном, војне јединице.
Јуна месеца, 42. македонска дивизија Југословенске армије предузела је на планини Жеговац широку акцију чишћења терена од припадника група Ћазима Лугадзије и Исена Трпезе. Свака од тих група имала је по педесетак одметника. Како је на Косову и Метохији током 1946. године било још 55 балистичких група, различите јачине, УДБА је отпочела припреме и за дефинитиван обрачун са њима.
У том тренутку на побуну се дигло 20.000 балиста и против њих је било ангажовано више од 40.000 партизана, односно скоро пет дивизија. У жестоким ватреним окршајима до 21. фебруара ликвидирано је језгро побуне, односно вође балиста Шабан Полужа и Мехмед Градица. Центар побуне био је у дреничком крају.
Партизанске јединице су имале 700 погинулих и више од 1.300 рањених. Губици балиста који су били неупоредиво већи, нису забележени. Крајем јуна 1946. војна управа је престала да постоји.
У другој фази ове операције одређиване су оперативне групе које су формиране од бораца 3. бригаде 6. дивизије КНОЈ-а, припадника Народне милиције и два оперативна радника УДБЕ. Они су имали задатак да гоне балисте до њихове ликвидације. Те године убијено је на Космету седам одметника, а 25 ухваћено и осуђено на казне затвора. На терену је развијана врло жива пропаганда против балиста, што је створило повољну климу за учешће и албанског становништва у прогону одметника на Косову и Метохији. Грађани су чак сами ишли по неколико дана у потеру за балистима. То је дало добре резултате, јер је број балиста преполовљен, па их је почетком 1947. године било свега 395. Током 1946. године на територији Србије, по званичним подацима УДБЕ за Србију, убијено је 355, ухваћено 138, а предао се 41 одметник. За разлику од 1945. године, када су одметници страдали у директној и суровој оружаној борби, по оцени УДБЕ, те 1946. многи четници и балисти ликвидирани су добро осмишљеном и изведеном оперативном комбинацијом. Балисти су постали синоним за злочине које су извршиле разне војне и паравојне албанске формације над српским становништвом током Другог светског рата на Косову и Метохији.

## Балисти у Македонији
Најистакнутији политички лидер Македонске балистичке организације био је Кадри Сали, председник организације у Гостивару, члан комитета у Тирани и Окружног комитета организације на Косову и Метохији.
Године 1942. Џемаил Хасани Џемо (1908—1945) се одметнуо у шуме са са око 40 Албанаца, наводно ради борбе против Италијана, а заправо због вршења терора над становништвом Македоније. Италијани су ову групу искористили за борбу против партизанских јединица у Македонији, поткупивши га новцем и чином мајора.
Уз подршку италијанских снага, а касније и немачких, балсити су вршили злочине, насиље, пљачку и друго, што је изазвало незадовољство народа Македоније
У кичевској области, балисте је предводио Мефаил Еипов Мефо кога су Италијани унапредили у чин капетана, а потом је служио Немцима. Џемо Хасани је предводио мобилизацију Албанаца у немачке војне јединице за источни фронт.
Балистичка организација у западној Македонији је током 1944. године нарасла на око 9-10.000 чланова. Наоружани од стране Немаца водили су тешке борбе са македонском војском.
Дејством балиста на територији западне Македоније значајно је промењена демографска структура становништва у корист албанског у односу на неалбанско становништво које се масовно бежало са ових простора у жељи да сачува живот.
ОЗНА (касније УДБА и КОС) повели су опсежну борбу против балиста тек 1945. године када је ова организација бројала око 8.000 војника. Њихове групе разбијане су све до 1948. године. Највећи део њих избегао је на територију Косова и Метохије и у иностранство.